# Krustpils kommun
Krustpils kommun (lettiska: Krustpils novads) var en kommun i Lettland. Den låg i den centrala delen av landet, 130 km öster om huvudstaden Riga. Antalet invånare var 6 827. Arean var 812 kvadratkilometer.
2021 slogs kommunen samman med Jēkabpils kommun.